# Бутрум
Бутрум (англ. The Boot Room) — комната на стадионе «Энфилд», в городе Ливерпуле. Здесь с 1960-х по 1990-е, проходили совещания тренерского штаба «Ливерпуля». После назначения на пост главного тренера команды Кенни Далглиша в январе 2011 комната была возвращена как совещательный орган тренерского штаба команды.

## История
После назначения на тренерский пост главным тренером Билла Шенкли, в декабре 1959, он, ведя курс на возвращение клуба в элиту английского футбола, решил переоборудовать складское помещение для хранения бутс в совещательный орган тренерского штаба команды, где проходили обсуждения матчей, тактик и прочих вопросов.

## Достижения Тренеров Бутрум

### Билл Шенкли
- Чемпионы Второго Дивизиона: 1961/62
- Чемпионы Первого Дивизиона: 1963/64, 1965/66, 1972/73
- Суперкубок Англии: 1964, 1965
- Кубок Англии: 1965, 1974
- Кубок УЕФА: 1972/73

### Боб Пэйсли
- Суперкубок Англии: 1974, 1976, 1977, 1980, 1982
- Чемпионы Первого Дивизиона:  1975/76, 1976/77, 1978/79, 1979/1980, 1981/82, 1982/83
- Кубок Лиги: 1980/81, 1981/82, 1982/83
- Кубок Европейских Чемпионов: 1976/77, 1977/78, 1980/81
- Суперкубок УЕФА: 1976/77, 1977/78
- Кубок УЕФА: 1975/76

### Джо Фэган
- Чемпионы Первого Дивизиона: 1983/84
- Кубок Лиги: 1983/84
- Кубок Европейских Чемпионов: 1983/84

### Кенни Далглиш
- Чемпионы Первого Дивизиона: 1985/86, 1987/88, 1989/90 (играющий тренер)
- Кубок Англии: 1986, 1989 (играющий тренер)
- Суперкубок Англии: 1986, 1988, 1989, 1990

### Грэм Сунесс
- Кубок Англии:  1992

### Рой Эванс
- Кубок Лиги:  1995